# Wronger than wrong
Michael Shermer ha descrito como wronger than wrong ('aún más que equivocado' o 'peor que equivocado') al error que se comete respecto a lo que él llama el axioma de Asimov en honor al escritor y bioquímico Isaac Asimov, quien reflexionó sobre el problema en su libro de ensayos The Relativity of Wrong (La relatividad del error). Una declaración que iguala dos errores es wronger than wrong cuando uno de los errores ciertamente está más equivocado que el otro. 

Cuando las personas pensaron que la tierra era plana, se equivocaron. Cuando el mundo pensó que la Tierra era esférica, se equivocaron. Pero si piensas que considerar a la Tierra esférica es igual de errado que pensar que es plana, entonces tu parecer está más equivocado que las dos equivocaciones juntas.
Isaac Asimov

Asimov explica que la ciencia es progresiva y acumulativa. Incluso cuando las teorías científicas luego son descartadas, el grado de su falsedad disminuye con el tiempo ya que son mejoradas en respuesta a los errores del pasado. Por ejemplo, los datos reunidos por mediciones satelitales muestran como la forma precisa de la Tierra difiere de una esfera perfecta y se asemeja más a un esferoide oblato.
Shermer sostiene que estar más equivocado que la equivocación es incluso peor que estar not even wrong (ni siquiera equivocado). De acuerdo a John Jenkins, quien realizó una crítica literaria de The Relativity of Wrong, el ensayo homónimo del libro de Asimov es "importante tanto para entender el pensamiento de Asimov sobre la ciencia como para defenderse del inevitable ataque anticientífico que normalmente se oye, que las teorías son siempre preliminares y la ciencia realmente no 'sabe' nada".